# Фий
Фий — село в Ахтынском районе Дагестана.
Образует сельское поселение село Фий как единственный населённый пункт в его составе.

## Географическое положение

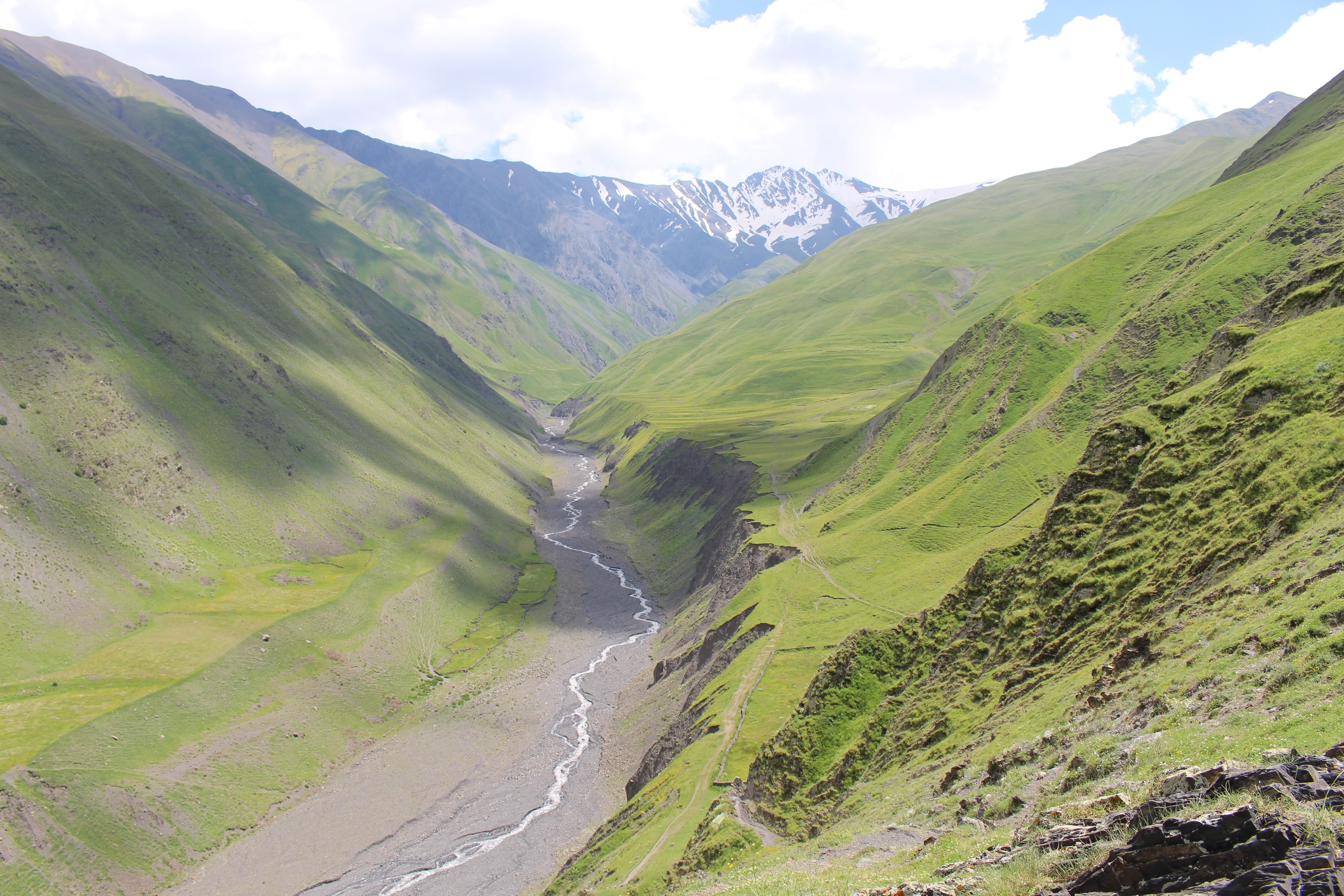
Вид на близлежащую гору Малкамуд с окрестностями села

Село расположено на берегу реки Фия (река), правого притока Ахтычая, в 35 км к югу от районного центра Ахты, на отроге Главного Кавказского хребта.
Село делится на кварталы: Ахкун, Паталар, Ваткун.
Близ Фия расположены урочища: Буга, Урех, Цекер, Тумуч, Хуна, Хевиг, Яхва, Чагра мукар, Юкларюч, Келачук, Чатун рат, Цуцах, Гурум, Лацу какалар, Калал, Чулав хана, Каричик, Укарар, Хевех, Яхвал, Мурта, Цехуьр, Тулар, Цугуни, Севра чух, Чурар, Хани, Гюней, Цуцай, Тара кил, Ичара, Кабана ачар, Верхел, Кваях.
Также в селе и близ него находятся родники: Хуна булах, Латуг булах, Хани, Гурум, Яхва.

## История
Село Фий известно ещё со времён Кавказской Албании. В начале XVII века Фий входит в Ахтыпаринское вольное общество в составе союза сельских общин Ахтыпара-2. В составе Ахтыпары в Фия имелись свои аксакалы, число которых зависело не от количества тухумов, а от численности населения села. Так, на каждые 20 домов приходился один аксакал. Также в селе имелся один чавуш. В 1839 году вместе со всей Самурской долиной Фий вошёл в состав Российской империи. Административно относился к Самурскому округу Дагестанской области. Образовал Фийское сельское общество Ахтыпаринского наибства. В 1907 году община Фия имела поголовье овец и коз общей численностью в 155 тысяч голов. В 1920 году в селе была открыта школа, сразу принявшая 200 учеников. В 1929 году Фий стал частью образованного на базе Самурского округа, Ахтынского района. В 1936 году был основан колхоз имени Энгельса. В 1961 году в Фие был открыт Дом культуры.
В полутора километрах к юго-западу от села Фий, у одноимённого перевала Главного Кавказского хребта (высота 3000 м над уровнем моря), на вертикальных и горизонтальных доломитовых глыбах и плитах встречаются гравированные изображения людей и животных. Большинство рисунков относятся к XVIII—XIX векам.
В одном из документов кайтагских уцмиев ширваншах жалуется своему племяннику Эльчаву на постоянные набеги лезгин, в связи с тем, что они «часто спускаются с дорог, идущих по горным высотам, ввиду деревень Фий, Маза, Куруш и Хиналуг».

## Этимология
По одной из версий, название села происходит от лезгинского слова «фий» (фияр, физвайбур), что значит «идущие», в связи с нахождением села на древнем караванном пути через одноимённый Фийский перевал.

## Население
| 1895  | 1926  | 1939  | 1959  | 1970  | 1989  | 2002  |
| ----- | ----- | ----- | ----- | ----- | ----- | ----- |
| 1469  | ↘916  | ↘470  | ↘296  | ↗936  | ↗1131 | ↗1612 |
| 2010  | 2012  | 2013  | 2014  | 2015  | 2016  | 2017  |
| ↗1710 | ↘1691 | ↘1651 | ↘1637 | ↘1623 | ↘1616 | ↘1601 |
| 2018  | 2019  | 2020  | 2021  | 2023  | 2024  | 2025  |
| ↗1612 | ↘1609 | ↗1611 | ↘894  | ↗898  | ↗907  | ↘904  |

Население Фия делится на родовые союзы — тухумы (лезг. сихил): Кара-Мехамедар, Данкар, Микилар, Жумияр, Цакияр, Сахукар, Кахлуяр, Татияр, Бамбияр, Кубушар, Гашумофар, Хаджипулатар, Хуркинаяр, Эльдарар, Карияр, Зулматар, Бегар, Гюлбияр, Мурсалар, Тингилар, Укаяр, Михар, Ванидар, Фаражар, Джандарар, Шейх-Шалбурсар.
Фийцы также проживают в селениях Еникенд и Тупкент Огузского района Азербайджана, а также частично в селениях Нидж, Михли, Бум, Ковах ныне Габалинского района Азербайджана.

## Экономика и инфраструктура

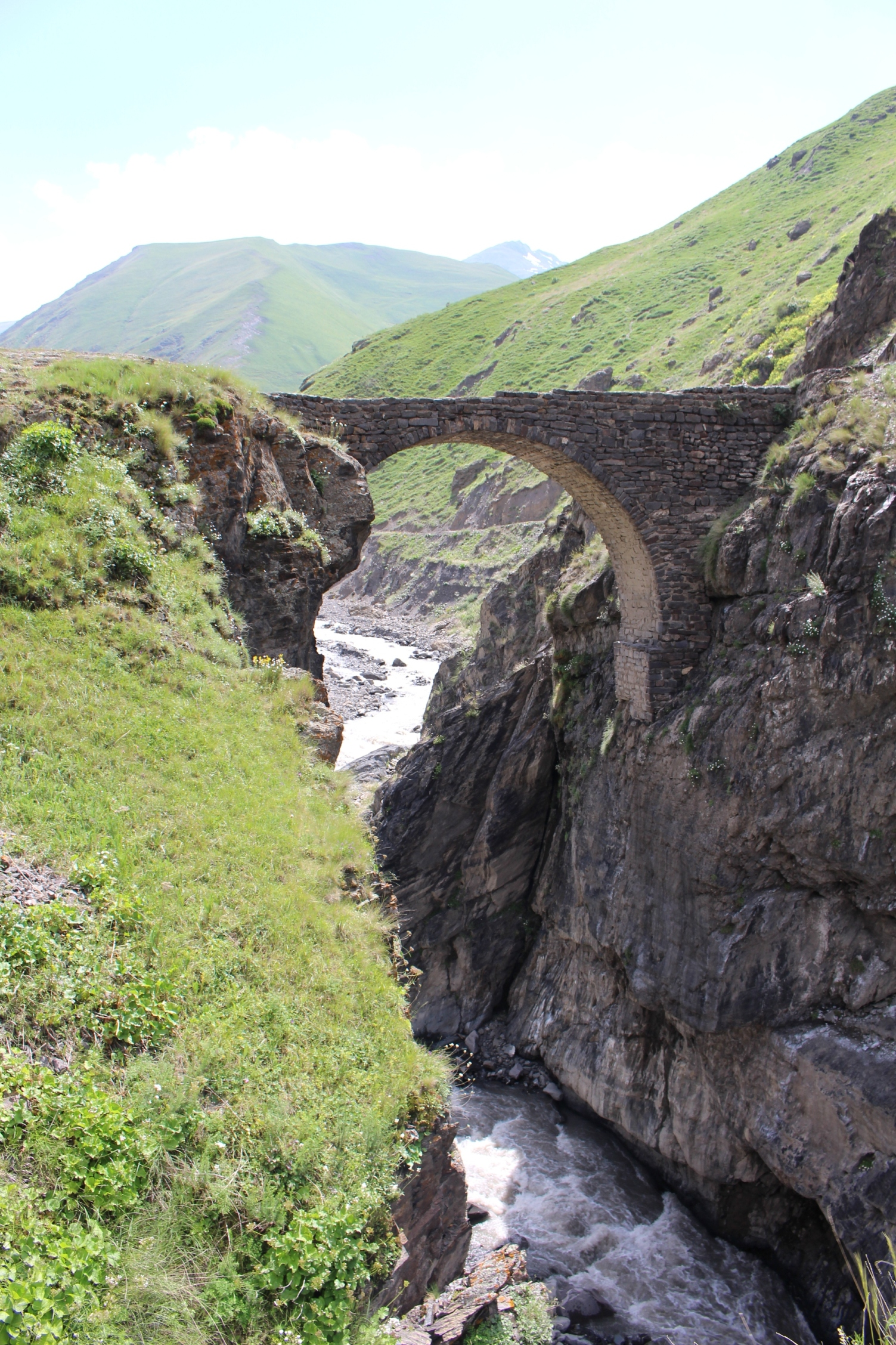
Мост в Фийском ущелье

В селе 319 хозяйств. Основное занятие населения — животноводство. В настоящее время фийцы держат более 12 тысяч овец (из них 3500 голов в общественном хозяйстве) и 900 голов крупного рогатого скота. Из социальных учреждений в селе функционируют: школа, дом культуры, библиотека. В декабре 2010 года в селе заработал фельдшерско-акушерский пункт с пятью кабинетами.

## Достопримечательности
Джума-мечеть с 18-метровым минаретом, построенная в XVII веке и отреставрированная в начале XIX века сыном Гаджи-Гамзата Ахмедом. Внутренняя площадь — 256 м².

Фийский мост (справа). Дата создания колеблется от XVII века до 1954 года.